# 1971 en jeu
Chronologie du jeu
- 1967
- 1968
- 1969
- 1970
- 1971
- 1972
- 1973
- 1974
- 1975

Cet article présente les faits marquants de l'année 1971 concernant le jeu.

## Sorties
- Chainmail, jeu de guerre de Gary Gygax et Jeff Perren
- Mastermind
- Pièges !
- Uno

## Décès
- 31 octobre : Aleksandr Zaïtsev, joueur d'échecs soviétique, né le 15 juin 1935.